# Klubbträsket (Byske socken, Västerbotten)
Klubbträsket är en sjö i Skellefteå kommun i Västerbotten och ingår i Åbyälvens huvudavrinningsområde. Sjön har en area på 0,169 kvadratkilometer och ligger 183,2 meter över havet.

## Delavrinningsområde
Klubbträsket ingår i det delavrinningsområde (724217-173010) som SMHI kallar för Ovan Nymyrbäcken. Medelhöjden är 229 meter över havet och ytan är 42,87 kvadratkilometer. Det finns inga avrinningsområden uppströms utan avrinningsområdet är högsta punkten. Malbäcken som avvattnar avrinningsområdet har biflödesordning 2, vilket innebär att vattnet flödar genom totalt 2 vattendrag innan det når havet efter 38 kilometer. Avrinningsområdet består mestadels av skog (80 procent) och sankmarker (10 procent). Avrinningsområdet har 0,31 kvadratkilometer vattenytor vilket ger det en sjöprocent på 0,7 procent.